# ヴァスィーリウ
ヴァスィーリウ（ウクライナ語：Васи́лів；意訳：「ヴァスィーリの村」）は、ウクライナのキーウ州ビーラ・ツェールクヴァ地区にある村。クラースナ川河岸に位置する。村名はヴァスィーリ・オストロージクィイ公にちなむ。17世紀初頭にヴァスィーリ公の息子ヤーヌシュ・オストロージクィイによって町として創建された。ロシア帝国時代には衰退して村となった。面積は約1.3km²（2005年）。人口は335人（2005年）。